# Movimiento Internacionalista Maoísta
El Movimiento Internacionalista Maoísta (MIM) es un partido político clandestino de carácter maoísta, situado principalmente en Estados Unidos. 
El MIM se considera a sí mismo un conjunto de partidos internacionalistas maoístas existentes o emergentes en los países imperialistas angloparlantes y sus semi-colonias internas angloparlantes, así como los existentes o emergentes partidos internacionalistas maoístas en Bélgica, Francia y Quebec, y los existentes o emergentes partidos internacionalistas maoístas de los lugares castellanoparlantes de Aztlan, Puerto Rico y otros territorios del Imperio Estadounidense. 
El MIM fue fundado en 1983. Su origen se encuentra en un grupo llamado RADACADS, acrónimo de RADical ACADdemics. RADACADS trabajó conjuntamente con miembros de Estudiantes por una Sociedad Democrática. Originalmente conocidos como Movimiento Internacionalista Revolucionario (siglas RIM en inglés), el MIM cambió su nombre en 1984 al actual después de que el Partido Comunista Revolucionario (EE. UU.) empleara la denominación RIM para su propia organización internacional. El MIM fue pionero en su rechazo a la homofobia dentro del movimiento maoísta internacional.
Es principalmente a través de su análisis de la aristocracia obrera como el MIM se diferencia a sí mismo de otros partidos comunistas de países imperialistas. Según el MIM en la actualidad la aristocracia obrera está formada por la clase trabajadora de los países imperialistas, la cual recibe más del valor de su trabajo debido a los beneficios extraídos a través de la explotación al Tercer Mundo. El MIM considera que la principal contradicción en la sociedad se produce entre el imperialismo y las naciones oprimidas, por lo cual apoya el derecho de autodeterminación de las naciones oprimidas.
El MIM se distingue de otros partidos maoístas por las siguientes características:
- La consideración de que tras la revolución socialista existe la posibilidad de una restauración del capitalismo dirigida por una burguesía surgida en el partido comunista.
- La consideración de que la Revolución Cultural de China ha sido la fase más avanzada dentro del comunismo.
- La consideración de que los trabajadores de los países imperialistas son en realidad burgueses, una aristocracia obrera, pues están beneficiados por la extracción de plusvalía del Tercer Mundo. Ello imposibilita que dichos trabajadores sean vehículos principales para el avance de la revolución.

En su análisis sobre la aristocracia obrera, el MIM está influido por el libro Settlers: the Mythology of the White Proletariat" de J. Sakai.
La publicación del MIM, Mim Notes es escrita anónimamente y distribuida por EE. UU. y a través de Internet. El MIM es conocido por sus palabras inusuales, como womyn, persyn, Kanada y united $nakes of ameriKKKa, lo cual refleja su interés por cuestiones lingüísticas. Asimismo se adhieren a los postulados del feminismo radical, estando influidos por las obras de Catharine MacKinnon.
El MIM lidera una organización de masas, la Liga Antiimperialista Revolucionaria.